# Sesjemetka
Sesjemetka (Oudegyptisch: Sšm.t k3 Die de Ka leidt) was een vroeg-dynastieke koningin uit de 1e dynastie van Egypte. Zij leefde aan de zijde van koning (farao) Djer of eventueel Den aan het hof van Memphis. De vorige Egyptische koningin was mogelijk Peneboei, of Nachtneith, of ook Herneith, die zoals zij eveneens gemalinnen van Djer zouden zijn geweest. Als opvolgster geldt mogelijk Semat.
Sesjemetka werd begraven in Umm el-Qaab.

## Titels
Sesjemetka droeg de koninginnentitels:
- ‘‘Grote vrouwe van de hetes-scepter’‘ (wrt-hetes)
- ‘‘Zij die Horus ziet’‘ (m33t-hrw)
- ‘‘Zij die Seth draagt’‘ (rmnt-stsh)